# Erateina sublimata
Erateina sublimata là một loài bướm đêm trong họ Geometridae.